# Zojirushi Corporation
Zojirushi Corporation(象印マホービン 株式会社, ZOJIRUSHI Mahōbin Kabushikigaisha) é uma multinacional japonesa fabricante e comerciante de eletrodomésticos.
A empresa foi fundada em 1918 como Ichikawa Trading Company, em Osaka e em 1948 foi alterado para Kyowa Manufacturing Co., Ltd. Em 1961, seu nome foi alterado novamente para Zojirushi Corporation e seu logotipo corporativo, incluindo um elefante, foi adotado.

## Ligações externas

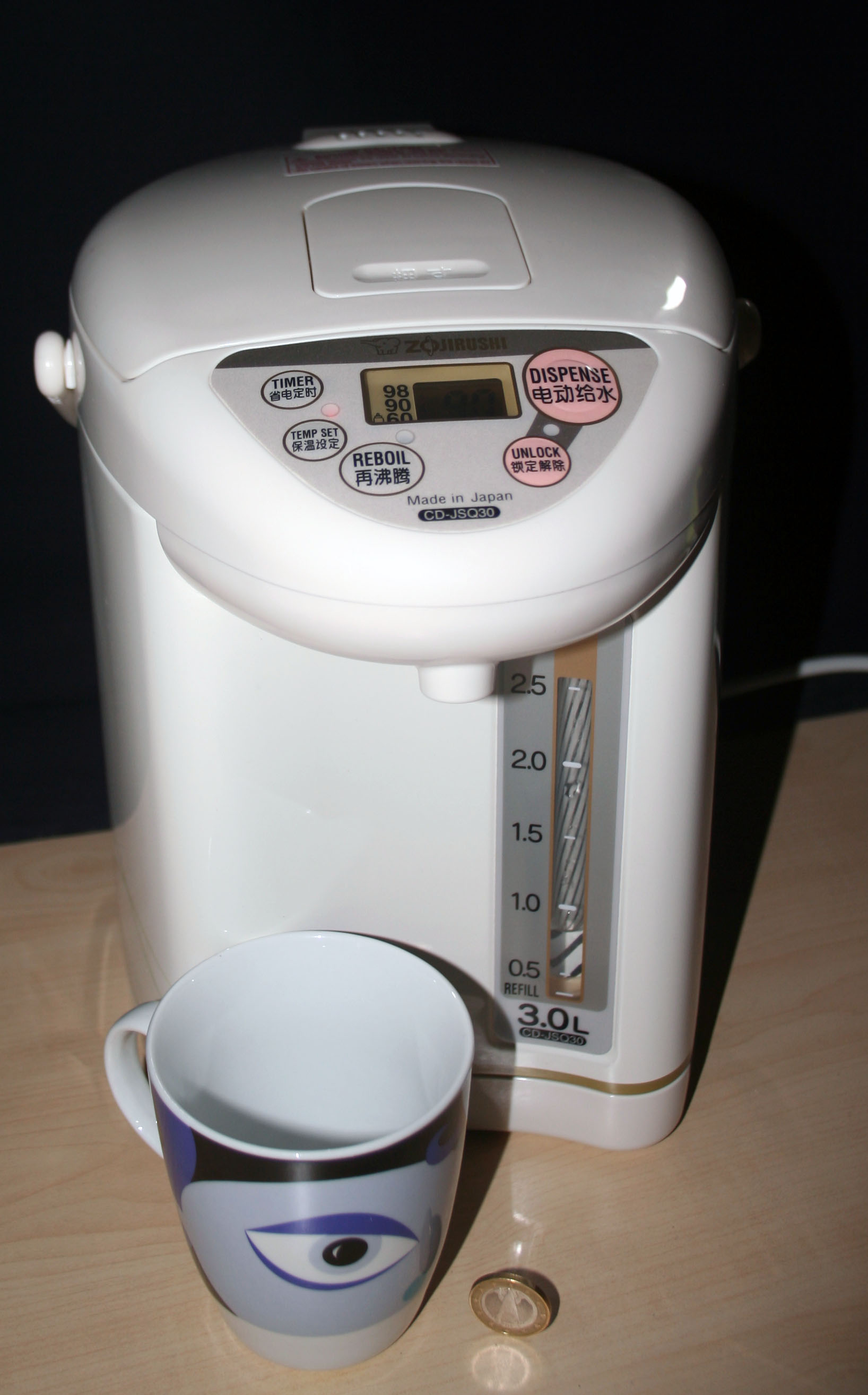
Aquecedor de água Zojirushi